# Емові
Емові (Dromaiidae) — родина птахів із ряду казуароподібних (Casuariiformes). Родина містить лише один сучасний вид — ему австралійський (Dromaius novaehollandiae).

## Склад родини
- рід ему (Dromaius)
  - вид ему австралійський (Dromaius novaehollandiae)
  - вид †Dromaius arleyekweke
  - вид †Dromaius ocypus
- рід †Emuarius
  - †Emuarius gidju
  - †Emuarius guljaruba